# Jos Hermans (beeldhouwer)
Jozef Maria Hubert Gerard (Jos) Hermans (Nuth, 22 september 1930 – Nuth, 15 november 2017) was een Nederlandse beeldhouwer, schilder en glazenier.

## Leven en werk
Hermans studeerde bij de beeldhouwer Charles Vos aan de Middelbare Kunstnijverheidsschool Maastricht in Maastricht en vervolgens postacademisch monumentale kunst bij Henri Puvrez aan het Hoger Instituut voor Schone Kunsten (HISK) in Antwerpen.
De kunstenaar woonde en werkte in Vaesrade (in de toenmalige gemeente Nuth).
Vanwege zijn grote verdiensten als beeldhouwer en schilder werd hem op 13 november 2014 door de gemeenteraad de ere-penning van de gemeente Nuth toegekend.

## Werken (selectie)
- Monument voor de Gevallenen (1959), Deweverplein, Nuth
- De drie spinsters (1962), Schoolplein (Basisschool De Bolster), Nuth
- Mariniers Monument (1966), Charles Beltjenslaan, Sittard
- De huivende kinder (1985), Witmakersstraat-Hondstraat, Maastricht
- Fontein (1991), Fontys, Hulsterweg, Venlo
- Vuurvogels (1993), Wijchen
- Natuur en spelend kind (1993), speeltuin (Speeltuin Vaesrade), Vaesrade
- De gevleugelde voet (1993), Station Nuth, Nuth
- Steenbok (1997), Valkenburgerweg, Heerlen
- Verbondenheid (2001), Meerlosebaan, Horsterweg, Broekhuizerdijk in Melderslo
- Vrouw draagt hemellichaam, Raadhuisplein, Susteren
- glas in lood voor de Sint-Michaëlkerk (Berg aan de Maas)
- glas in lood voor de kapel van de Wonderdadige Medaille in Geverik
- kruisweg bij de Pater Karelkapel in Munstergeleen

## Afbeeldingen

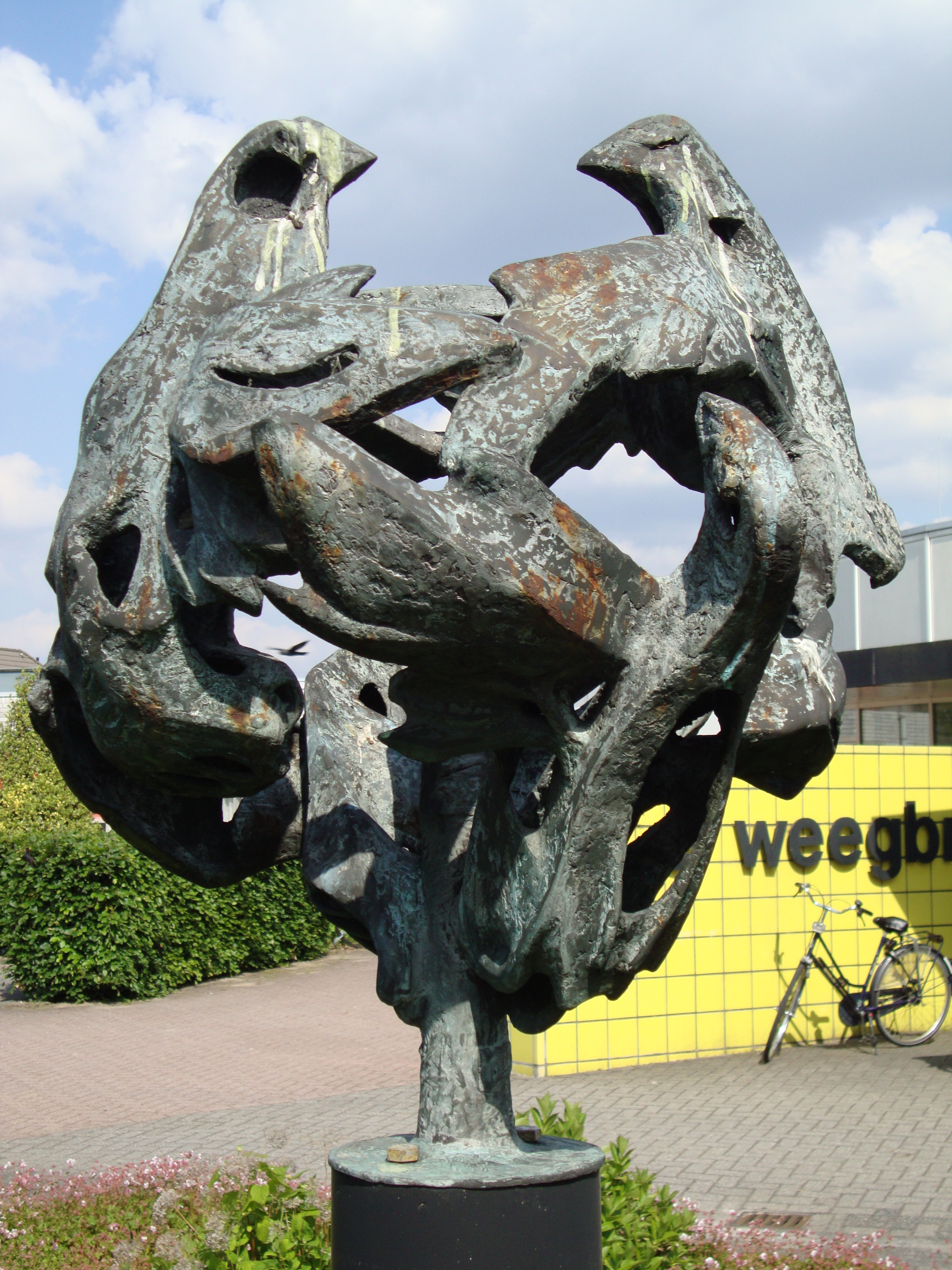
Vuurvogels (1993)
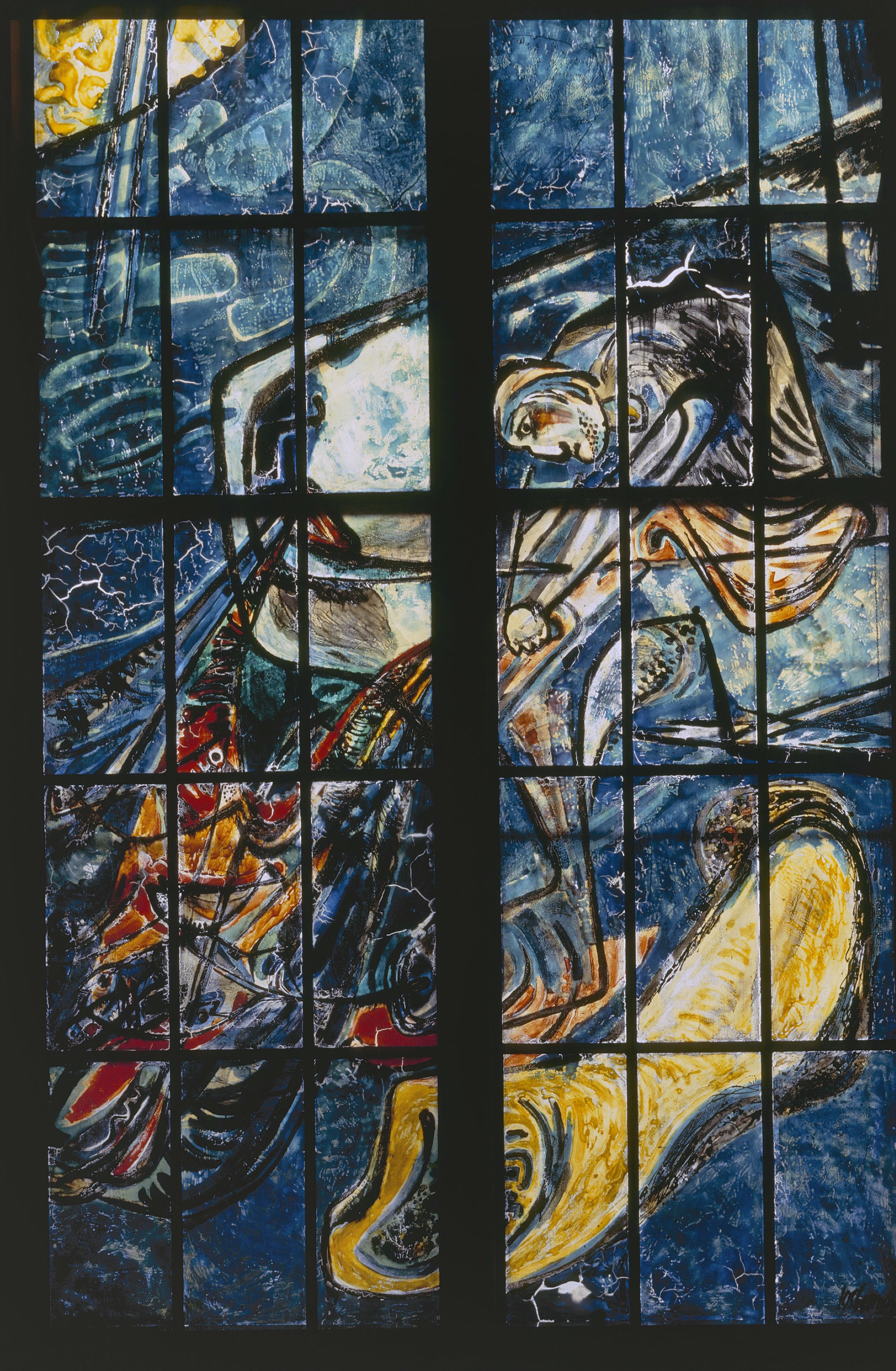
Sint-Michaëlkerk